# Джоли, Джон
Джон Джоли (англ. John Joly; 1 ноября 1857, Бракна, графство Оффали, Ирландия — 8 декабря 1933, Дублин, Ирландия) — ирландский геолог, один из основоположников радиогеологии.
Профессор геологии и минералогии Тринити-колледж и Дублинского университета (с 1897 года), иностранный член-корреспондент АН СССР (1932 год), почётный доктор Кембриджского университета.
В своём докладе в августе 1908 года в Дублине на съезде Британской ассоциации наук Джоли первый, как геолог, понял и оценил значение явления радиоактивности как нового свойства многих минералов, как новый метод изучения структуры свойств материи. На съезде он нашёл поклонников и последователей, среди которых был В. И. Вернадский.
В 1910 году учёный был награждён Королевской медалью Лондонского королевского общества.